# 2964 Jaschek
A 2964 Jaschek (ideiglenes jelöléssel 1974 OA1) a Naprendszer kisbolygóövében található aszteroida. A Félix Aguilar Obszervatórium csillagászai fedezték fel 1974. július 16-án.